# Klub Piłki Siatkowej Skra Bełchatów 2013-2014
Questa voce raccoglie le informazioni riguardanti il Klub Piłki Siatkowej Skra Bełchatów nelle competizioni ufficiali della stagione 2013-2014.

## Organigramma societario
Area direttiva
- Presidente: Konrad Piechocki

Area tecnica
- Allenatore: Miguel Ángel Falasca

## Rosa
| N° | Nome                | Ruolo | Data di nascita  | Nazionalità sportiva |
| -- | ------------------- | ----- | ---------------- | -------------------- |
| 1  | Bartosz Cedzyński   | S     | 20 dicembre 1990 | Polonia              |
| 2  | Mariusz Wlazły      | S/O   | 4 agosto 1983    | Polonia              |
| 3  | Łukasz Pietrzak     | S/O   | 25 luglio 1995   | Polonia              |
| 4  | Daniel Pliński      | C     | 10 dicembre 1978 | Polonia              |
| 5  | Samuel Tuia         | S     | 24 luglio 1986   | Francia              |
| 6  | Karol Kłos          | C     | 8 agosto 1989    | Polonia              |
| 7  | Facundo Conte       | S     | 25 agosto 1989   | Argentina            |
| 8  | Andrzej Wrona       | C     | 27 dicembre 1988 | Polonia              |
| 9  | Maciej Muzaj        | S/O   | 21 maggio 1994   | Polonia              |
| 10 | Nicolás Uriarte     | P     | 21 marzo 1990    | Argentina            |
| 11 | Stéphane Antiga     | S     | 3 febbraio 1976  | Francia              |
| 13 | Wojciech Włodarczyk | S     | 28 ottobre 1990  | Polonia              |
| 15 | Aleksa Brđović      | S/O   | 29 luglio 1993   | Serbia               |
| 16 | Paweł Zatorski      | L     | 21 giugno 1990   | Polonia              |
| 17 | Jędrzej Maćkowiak   | C     | 17 ottobre 1992  | Polonia              |
| 18 | Dawid Konieczny     | S     | 30 agosto 1994   | Polonia              |